# Grosvenor–Strathmore (Metro de Washington)
Grosvenor–Strathmore es una estación en la línea Roja del Metro de Washington, administrada por la Autoridad de Tránsito del Área Metropolitana de Washington. La estación se encuentra localizada en 10300 Rockville Pike en Bethesda, Maryland. La estación Grosvenor–Strathmore fue inaugurada el 25 de julio de 1984. 

## Descripción
La estación Grosvenor–Strathmore cuenta con 1 plataforma central. La estación también cuenta con 1,796 de espacios de aparcamiento y 40 espacios para bicicletas con 30 casilleros.

## Conexiones
La estación cuenta con las siguientes conexiones de autobuses: 
- Rutas del MetroBus